# Катерина Вітале
Катерина Вітале (італ. Caterina Vitale; 1566—1619) — перша жінка-аптекар і хімік на Мальті, а також перша жінка-аптекар з Ордену госпітальєрів.
Катерина Вітале була родом з Греції. Вона вийшла заміж за Етторе Вітале, фармацевта Ордену лицарів-госпітальєрів, коли була підлітком. Після його смерті в 1590 році вона успадкувала його аптеку та завдання забезпечувати ліками шпіталю «Sacra Infermeria». Її описували як успішну бізнесменку, вона стала дуже багатою та відома як благодійниця кармелітів.
Перебуваючи в незвичайному для жінки становищі, вона була суперечливою особистістю і об'єктом легенд, наклепницьких чуток, її звинувачували в сприянні повіям і садистському ставленні до рабів.
Померла в 1619 році в Сіракузах, її тіло було перевезено до Валетти й поховано в церкві кармелітів. Ліворуч і праворуч, при вході до церкви, є її надгробок і надгробок Катерини Скаппі, засновниці першої лікарні для жінок на Мальті.
Після смерті вона заповіла частину свого статку та майна палацу Селмун Монте делла Реденціоне дельї Скіаві, яка працювала над звільненням мальтійців, які потрапили в рабство. Вона також залишила спадок Мальтійському ордену, своїй племінниці, кармелітам, грецькій церкві, але нічого не залишила своїй доньці.